# Moliendo café (альбом Мины)
| Оценки критиков | Оценки критиков |
| Источник        | Оценка          |
| --------------- | --------------- |
| Raro!           | без оценки      |

Moliendo café — четвёртый студийный альбом итальянской певицы Мины, выпущенный в 1962 году на лейбле Italdisc.

## Об альбоме
Альбом представляет собой сборник уже выпущенных ранее синглов.
Заглавная композиция, «Moliendo café», является кавер-версией известной песни венесуэльского певца Уго Бланко 1958 года. Сингл стал большим хитом и занял первое место в итальянском хит-параде. Другие кавер-версии на альбоме — англоязычная «Summertime», «Sciummo», исполненная Миной на неаполитанском диалекте, и «¿Quién será?» («Chi sarà»). Песню «Il palloncino» Мина перепела на испанском языке под названием «El goblito», эту версию можно найти на альбомах «Mina canta in spagnolo» (1995) и Mina latina due" (1999).
Альбом выпущен в апреле 1962 года в Италии. Он также издавался в США под названием Mina Sings, единственная песня на английском языке «Summertime» была убрана, вместо неё была добавлена песня «Folle banderuola». Лейбл Raro! Records выпустил в 1992 году переиздание альбома под названием Soltanto ieri. Все песни в ремастеринговом формате были также изданы на сборнике 2010 года Ritratto: I singoli Vol. 2

## Список композиций
| №  | Название               | Автор(ы)                             | Длительность |
| -- | ---------------------- | ------------------------------------ | ------------ |
| 1. | «Moliendo café»        | Уго Бланко, Хосе Мансо Перрони       | 2:57         |
| 2. | «Soltanto ieri»        | Лео Кьоссо, Лелио Луттацци           | 3:25         |
| 3. | «Quando c’incontriamo» | Джан Карло Тестони, Витторио Буффоли | 3:00         |
| 4. | «Giochi d’ombre»       | Витторио Каприоли, Фьоренцо Капри    | 2:51         |
| 5. | «Il palloncino»        | Лео Кьоссо, Умберто Проус            | 2:07         |
| 6. | «Il tempo»             | Альберто Теста, Тони Де Вита         | 2:37         |

| №  | Название                  | Автор(ы)                                    | Длительность |
| -- | ------------------------- | ------------------------------------------- | ------------ |
| 1. | «Champagne Twist»         | Дино Верде, Бруно Канфора                   | 2:32         |
| 2. | «Summertime»              | Дюбос Хейворд, Айра Гершвин, Джордж Гершвин | 3:55         |
| 3. | «Chi sarà (¿Quién será?)» | Энцо Луиджи Полетто, Пабло Белтран Руис     | 2:16         |
| 4. | «Tu sei mio»              | Лео Кьоссо, Умберто Проус                   | 2:16         |
| 5. | «Sciummo»                 | Энцо Бонагура, Карло Кончина                | 2:45         |
| 6. | «Cubetti di ghiaccio»     | Лео Кьоссо, Джиджи Чикеллеро                | 2:39         |